# Пайкуль, Густав
Густав Пайкуль (барон швед. Gustaf von Paykull, 21 августа 1757 — 28 января 1826) — шведский натуралист (орнитолог, энтомолог) и поэт, член Парижской и Стокгольмской академий.
Оставил ряд трудов, богатых наблюдениями и фактическими данными по скандинавской энтомологии:
- «Monographia staphylmorum» (Уппсала, 1789);
- «Monographia caraborum Sueciae» (ib., 1790);
- «Monographia curculionum Sueciae» (1792);
- «Fauna suecica insecta» (ib., 1800)
- «Monographia histeroidum» (ib., 1811);
- «Catalogus insectorum quae desiderantur in Museo» (Уппсала, 1804);
- «Catalogus avium quas in museo suo servat» (ib., 1817) и мн. др.

Пайкуль также автор многих стихотворений (эпиграмм, сонетов), двух трагедий («Domald» и «Virginia») и комедии «Ordens Orermen» и др.
Ряд видов живых существ названы в его честь.